# Cosmocampus albirostris
Cosmocampus albirostris es una especie de pez de la familia Syngnathidae en el orden de los Syngnathiformes.

## Morfología
Los machos pueden alcanzar 20 cm de longitud total.

## Reproducción
Es ovovivíparo y el macho transporta los huevos en una bolsa ventral, la cual se encuentra debajo de la cola.

## Hábitat
Es un pez  de mar y de clima tropical y asociado a los arrecifes de coral que vive entre 0-50 m de profundidad.

## Distribución geográfica
Se encuentra desde el noreste de Florida, el norte del Golfo de México y las Bahamas hasta Curazao y el sureste del Brasil.